# Adirondack High Peaks
Les Adirondack High Peaks sont un ensemble de 46 sommets situés dans les monts Adirondacks au nord-est de l'État de New York. Ils sont une destination populaire de randonnée pédestre depuis les années 1920. Cet engouement a débuté à la suite de la publication de la liste des 46 sommets par l'auteur Russell Carson dans son livre Peaks and Peoples of the Adirondacks. Les randonneurs qui ont gravi l'ensemble des high peaks sont éligibles pour rejoindre le club des Adirondack Forty-Sixers.

## Origine

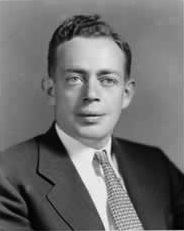
Le garde forestier, alpiniste, écrivain et militant écologiste américain Bob Marsall.

La liste des sommets a été établie à l'origine par les alpinistes Herbert Clark, Bob Marshall et George Marshall, avec l'aide de Russell Carson. Les frères Marshall souhaitaient escalader tous les sommets remarquables des Adirondacks, ce qu'ils ont fait avec Clark entre 1918 et 1925.
Les critères utilisés pour créer la liste étaient les suivants : tous les sommets devaient avoir une altitude d'au moins 4 000 pieds (1 219 m) et présenter une proéminence de 300 pieds (91 m) ou être distants de 0,75 mille (1,21 km) d'un autre sommet.
Plusieurs exceptions à ces règles ont néanmoins été faites pour inclure ou exclure des sommets en fonction de leurs préférences : Gray Peak, Wright Peak, Armstrong Mountain, Upper Wolfjaw Mountain et South Dix ont été inclus mais ne répondaient pas à la règle de la proéminence ou de la distance, tandis que Little Marcy, Yard Mountain et deux pics non nommés à l'époque ont été exclus. 
Des relevés topographiques ultérieurs ont révélé que le pic Blake, le mont Cliff, le pic Couchsachraga et le mont Nye ont une altitude inférieure à 4 000 pieds, mais aucune montagne n'a été supprimée ou ajoutée à la liste en raison de la tradition.

## Liste des sommets

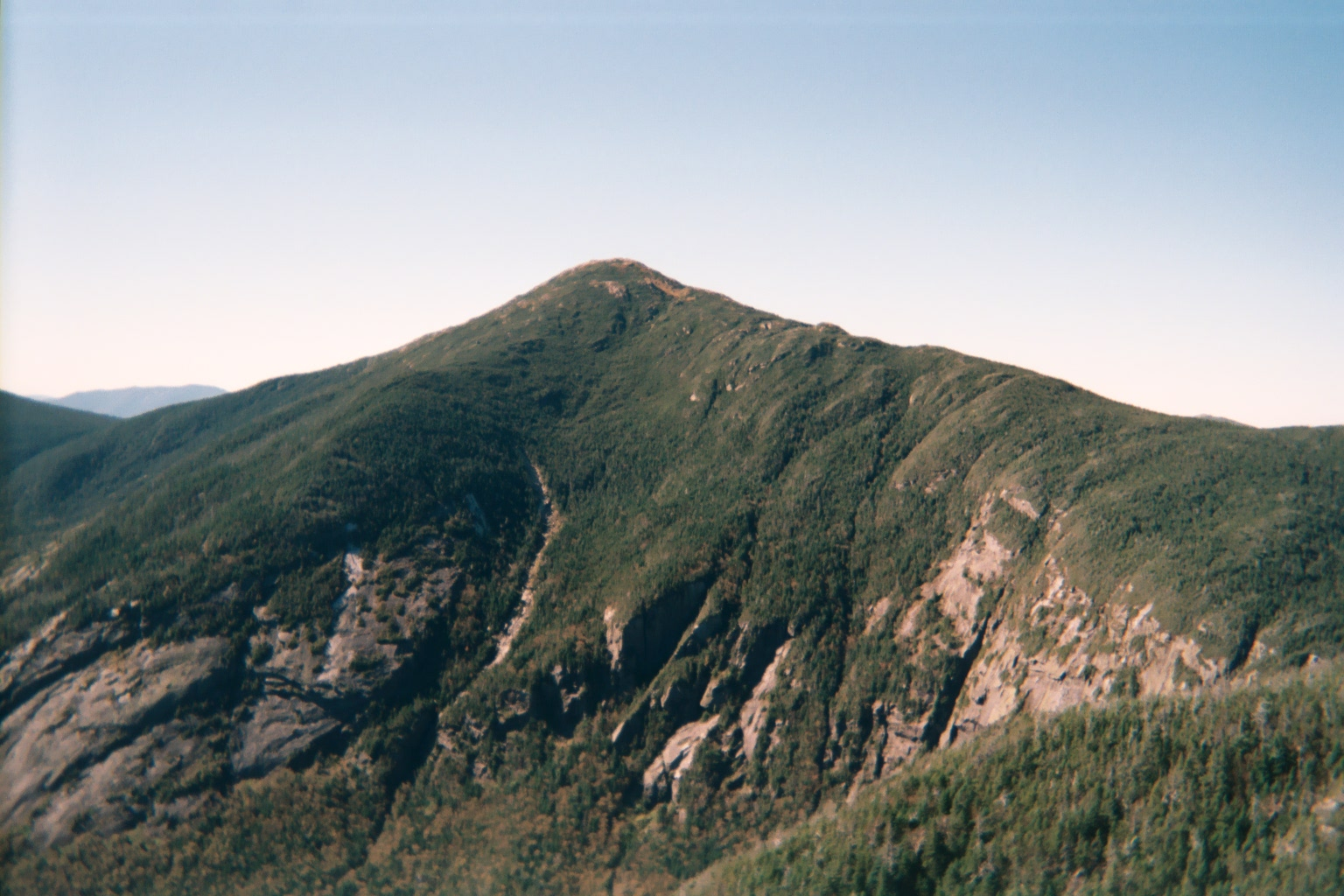
Le mont Marcy.

L'ascension du mont Marcy et du pic Algonquin, les deux plus hauts des High Peaks, nécessite des compétences techniques. Des deux, le pic Algonquin est considéré comme l'ascension la plus difficile. Vingt des pics n'ont pas de sentier officiel pour atteindre le sommet, bien que des itinéraires informels, se soient développés au fil des ans. Il n'est nécessaire de faire du bushwhacking sur aucun des sommets, bien que certains sentiers soient encore assez peu visibles .
| Sommet                 | Altitude (m) | Proéminence (m) | Rang | Coordinées                   |
| ---------------------- | ------------ | --------------- | ---- | ---------------------------- |
| Mont Marcy             | 1 629        | 1 498           | 1    | 44° 06′ 46″ N, 73° 55′ 25″ O |
| Algonquin Peak         | 1 559        | 640             | 2    | 44° 08′ 37″ N, 73° 59′ 12″ O |
| Mount Haystack         | 1 512        | 256             | 3    | 44° 06′ 20″ N, 73° 54′ 02″ O |
| Mount Skylight         | 1 501        | 176             | 4    | 44° 05′ 58″ N, 73° 55′ 51″ O |
| Whiteface Mountain     | 1 483        | 948             | 5    | 44° 21′ 57″ N, 73° 54′ 10″ O |
| Dix Mountain           | 1 480        | 863             | 6    | 44° 04′ 56″ N, 73° 47′ 11″ O |
| Gray Peak              | 1 475        | 31              | 7    | 44° 06′ 41″ N, 73° 56′ 06″ O |
| Iroquois Peak          | 1 475        | 46              | 8    | 44° 08′ 13″ N, 73° 59′ 54″ O |
| Basin Mountain         | 1 471        | 221             | 9    | 44° 07′ 16″ N, 73° 53′ 11″ O |
| Gothics                | 1 444        | 213             | 10   | 44° 07′ 41″ N, 73° 51′ 26″ O |
| Mount Colden           | 1 437        | 267             | 11   | 44° 07′ 37″ N, 73° 57′ 36″ O |
| Giant Mountain         | 1 410        | 900             | 12   | 44° 09′ 40″ N, 73° 43′ 13″ O |
| Nippletop              | 1 408        | 421             | 13   | 44° 05′ 21″ N, 73° 48′ 59″ O |
| Santanoni Peak         | 1 404        | 741             | 14   | 44° 04′ 57″ N, 74° 07′ 52″ O |
| Mount Redfield         | 1 404        | 74              | 15   | 44° 05′ 41″ N, 73° 57′ 00″ O |
| Wright Peak            | 1 396        | 82              | 16   | 44° 09′ 06″ N, 73° 58′ 49″ O |
| Saddleback Mountain    | 1 376        | 116             | 17   | 44° 07′ 36″ N, 73° 52′ 31″ O |
| Panther Peak           | 1 354        | 84              | 18   | 44° 05′ 54″ N, 74° 07′ 56″ O |
| Table Top Mountain     | 1 349        | 131             | 19   | 44° 08′ 27″ N, 73° 54′ 59″ O |
| Rocky Peak Ridge       | 1 347        | 195             | 20   | 44° 09′ 16″ N, 73° 42′ 20″ O |
| Macomb Mountain        | 1 343        | 178             | 21   | 44° 03′ 06″ N, 73° 46′ 48″ O |
| Armstrong Mountain     | 1 341        | 30              | 22   | 44° 08′ 05″ N, 73° 50′ 56″ O |
| Hough Peak             | 1 341        | 114             | 23   | 44° 04′ 10″ N, 73° 46′ 39″ O |
| Seward Mountain        | 1 329        | 619             | 24   | 44° 09′ 35″ N, 74° 11′ 59″ O |
| Mont Marshall          | 1 329        | 150             | 25   | 44° 07′ 39″ N, 74° 00′ 42″ O |
| Allen Mountain         | 1 323        | 195             | 26   | 44° 04′ 15″ N, 73° 56′ 23″ O |
| Big Slide Mountain     | 1 292        | 320             | 27   | 44° 10′ 56″ N, 73° 52′ 13″ O |
| Esther Mountain        | 1 292        | 92              | 28   | 44° 23′ 13″ N, 73° 53′ 24″ O |
| Upper Wolfjaw Mountain | 1 276        | 85              | 29   | 44° 08′ 26″ N, 73° 50′ 43″ O |
| Lower Wolfjaw Mountain | 1 273        | 202             | 30   | 44° 08′ 54″ N, 73° 49′ 57″ O |
| Street Mountain        | 1 270        | 390             | 31   | 44° 10′ 45″ N, 74° 01′ 38″ O |
| Phelps Mountain        | 1 268        | 61              | 32   | 44° 09′ 25″ N, 73° 55′ 17″ O |
| Donaldson Mountain     | 1 262        | 42              | 33   | 44° 09′ 14″ N, 74° 12′ 40″ O |
| Seymour Mountain       | 1 256        | 311             | 34   | 44° 09′ 30″ N, 74° 10′ 22″ O |
| Sawteeth               | 1 250        | 149             | 35   | 44° 06′ 48″ N, 73° 51′ 03″ O |
| Cascade Mountain       | 1 249        | 360             | 36   | 44° 13′ 07″ N, 73° 51′ 38″ O |
| South Dix              | 1 237        | 50              | 37   | 44° 03′ 36″ N, 73° 46′ 27″ O |
| Porter Mountain        | 1 237        | 101             | 38   | 44° 12′ 55″ N, 73° 50′ 37″ O |
| Mount Colvin           | 1 236        | 229             | 39   | 44° 05′ 38″ N, 73° 50′ 04″ O |
| Mount Emmons           | 1 231        | 31              | 40   | 44° 08′ 37″ N, 74° 12′ 50″ O |
| Dial Mountain          | 1 225        | 50              | 41   | 44° 06′ 21″ N, 73° 47′ 46″ O |
| Grace Peak             | 1 223        | 97              | 42   | 44° 03′ 55″ N, 73° 45′ 27″ O |
| Blake Peak             | 1 207        | 170             | 43   | 44° 04′ 53″ N, 73° 50′ 41″ O |
| Cliff Mountain         | 1 207        | 142             | 44   | 44° 06′ 11″ N, 73° 58′ 30″ O |
| Nye Mountain           | 1 187        | 40              | 45   | 44° 11′ 14″ N, 74° 01′ 26″ O |
| Couchsachraga          | 1 164        | 76              | 46   | 44° 05′ 44″ N, 74° 09′ 37″ O |